# ای‌ایی‌ال اف‌سی آرنا
ای‌ایی‌ال اف‌سی آرنا (به لاتین: AEL FC Arena) یک ورزشگاه فوتبال در یونان است که در لاریسا واقع شده‌است.